# 青年女歌手
《青年女歌手》，是一幅由中国画家靳尚谊于1984年创作的油画作品。画中人物是当时在中国音乐学院学习的研究生，后為中国歌唱家、现任中共中央总书记兼国家主席习近平之妻彭丽媛，该画现藏于中央美术学院美术馆。

## 创作背景
1983年，靳尚谊创作了他的代表作《塔吉克新娘》。此作品的完成，标志着靳尚谊运用古典形式，突出体积感的绘画方法已经初步达到了西方造型体系的审美要求。但《塔吉克新娘》的模特儿有着欧洲人种的特点，面部线条凹凸和西方人比较相近，而大部分中国人面部线条比较平。对于如何凸显体积感和线条感，便成了靳尚谊新的研究课题。于是他准备创作三幅中国女孩的肖像作品。
恰巧在中国音乐学院任教的金铁霖（彭丽媛的老师）是靳尚谊的邻居，金铁霖向他推荐三个中国音乐学院的学生当模特儿，其中一个便是彭丽媛。于是彭丽媛便成了《青年女歌手》的模特儿。

## 画面

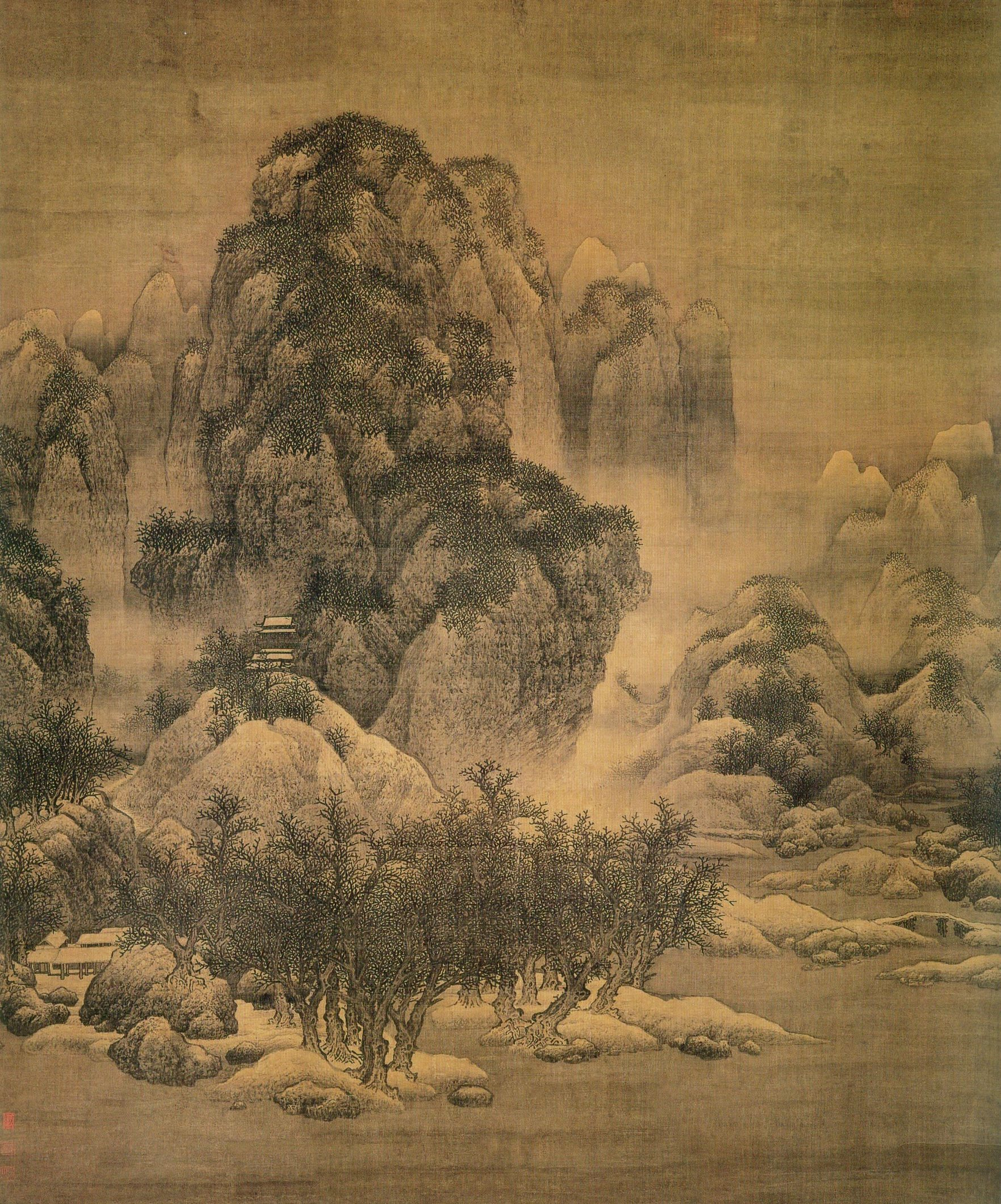
北宋山水画大师范宽的《雪景寒林图》是《青年女歌手》的背景

《青年女歌手》以平光造型，选用了三角形构图，背景是北宋山水画大师范宽的《雪景寒林图》，画中模特儿彭丽媛身穿黑色连衣裙，扎着简单的马尾辫，形象质朴，神态安静。

## 评价
《青年女歌手》是靳尚谊在20世纪80年代写实风格转折时期最成功的作品之一。与一般的肖像油画不同的是，这幅作品用了北宋山水画家范宽的《雪景寒林》做背景，在真实传神的西画笔触中又透露出中国传统的意象与韵味。此外，这幅作品的特别之处在于，靳尚谊别出心裁地将一个现代人物与中国北宋的山水画通过西方油画形式融为一体，使中国几千年的文化传统与现代生活相联系，色调把握与节奏控制处理得天衣无缝。

## 轶事
彭丽媛成名之后，曾找靳尚谊索要这幅油画。靳尚谊开始不同意给彭丽媛原作，在彭丽媛再三要求下，靳尚谊复制了一幅送给了她。